# 鉄道のまち大宮 鉄道ふれあいフェア
鉄道のまち大宮 鉄道ふれあいフェア（てつどうのまちおおみや てつどうふれあいフェア）は、毎年11月の第4土曜日に、埼玉県さいたま市大宮区にある東日本旅客鉄道（JR東日本）大宮総合車両センターおよび日本貨物鉄道（JR貨物）大宮車両所、大宮駅構内および周辺で開催する、さいたま市・JR東日本大宮支社主催、JR貨物関東支社共催の鉄道イベント。2014年に「JRおおみや鉄道ふれあいフェア」から改称された。

## 概要
さいたま市・JR東日本大宮支社主催、JR貨物関東支社共催のイベントで、2001年から2019年まで毎年5月の第4土曜日に開催されていた。2020年・2021年は新型コロナウイルスの影響で中止。2022年からは毎年11月第4土曜日の開催に変更している。
2014年からJR東日本大宮総合車両センターが開催していた「JRおおみや鉄道ふれあいフェア」を、大宮総合車両センターの操業120周年を機に、さいたま市の持つ「鉄道文化」「鉄道のまち大宮」を広くPRして市内の地域資源の情報発信を行うとともに、大宮駅周辺の商店街・商業施設の誘客促進や地域経済の活性化を図る目的で、同市も主催者としてイベントを同日に開催するようになったことに伴い、JR東日本大宮支社と共同開催している。会場は大宮総合車両センターおよび大宮車両所のほか、大宮駅構内および周辺も会場となり、西口まちなか会場として駅周辺の一部店舗や公園（鐘塚公園）、東口まちなか会場として地元商店街（東口銀座通り）でもイベントを開催している。
入場料：無料（ただし車両センター会場は有料）、車両センター会場：9:00 - 16:00（入場は15:30まで）、まちなか会場：9:30 - 16:00

## 主なイベント・展示内容
| 保存車両などの展示 （EF58 93他 2009年）                | 競売品（EF65 541の前面型式番号） （2009年） | 台車組立作業実演 （2010年）             |
| 部品展示（揺れ枕吊り式台車） （カニ24 2014年）         | 車体吊り上げ移動実演 （EF65 2092 2012年）   | C12 66の体験試乗受付看板 （2014年）     |
| 検査中のモーター展示 MT61形直巻整流子電動機 （2014年） | 検査中の車両展示 （185系・205系 2010年）    | EF 65 1091運転室開放イベント （2012年） |

主なイベント・展示内容を下記に示す。ただし、毎年下記の内容を実施するとは限らない。

### 車両センター会場（大宮総合車両センター・大宮車両所）
- 保存車両などの展示[注 5]
- 列車試乗会
- 電車と綱引き
- 工場内設備見学
- 検査中の車両及び部品展示
- 車両装置（屋根上クーラー・台車など）の組立実演・展示（車輪は展示のみ）
- 工事用車両（軌陸車・高所作業車など）展示及び乗車体験
- クレーンによる車体移動実演
- トラバーサー搭乗体験
- 機関車運転室開放（大宮車両所）
- 廃車両の部品販売（方向幕など）
- 各機関車のナンバープレートのオークション（競売）販売（大宮車両所）
- 各種鉄道グッズの販売
- 駅弁や飲食物の販売
- 地元の劇団・合奏公演
- 大宮警察署・大宮消防署のPR活動
- ミニSL・ミニ新幹線・遊覧列車の運転
- 資料館開放
- センター社員食堂一般開放

### 西口まちなか会場（鐘塚公園など）
- 新幹線沿線地域の物産展や観光PRイベント
- エア遊具子供広場
- 鉄道関係者や地域キャラクターなどのライブ・トークショーのステージイベント
- こども駅長制服撮影会

### 東口まちなか会場（大宮駅東口銀座通りなど）
- ミニ新幹線の運転
- 地元商店会による飲食（「大宮ナポリタン」）や物販、ステージイベント
- こども駅長制服撮影会

### 大宮駅構内会場
- さいたま市PRコーナー
- 鉄道風景写真展
- 駅弁や鉄道グッズの販売

## 車両などの展示内容の歴史
車両などの展示内容の歴史を下記に示す。

### 1991年から1994年まで
1991年（開催日：10月19日・20日）
名称：「おおみや鉄道祭り」 主催：JR東日本、大宮市（現・さいたま市）、交通博物館（現・廃止、のちの鉄道博物館）
D51 498、EF58 93（青大将色）、キハ391系ガスタービン試作車、EF200、EF15 192、ED16 10、DD13 1、EF65 1059、スハフ42 2174などが展示された。
なお、大宮駅では山形新幹線400系を展示公開、コンコースでは大宮駅を中心とした写真展、工場内では新形寝台車実物大モックアップなども展示された。
1993年（開催日：11月28日）
名称：「JRおおみやイベント'93」 主催：JR東日本大宮工場、JR貨物大宮車両所
D51 498、C58 363、C12 66、EF200、EF500、ED500-901、EF58 93、EF15 192、ED16 10、キハ391系ガスタービン試作車、スハフ42 2174、供奉車344、24系「夢空間」3両が庫外展示、EF55 1（検査中）が庫内展示された。
1994年（開催日：10月9日・10日）
名称：“鉄道の日”誕生プレイベント「新旧つばめの出合うとき」 主催：㈶日本交通文化協会、鉄道友の会
EF58 93（“つばめ”ヘッドマーク付き）、梅小路蒸気機関車館からC62 2、高崎運転所からEF55 1、九州旅客鉄道（JR九州）から787系7両編成が展示された。
新旧の“つばめ”が一堂に会し、“つばめ”グッズや鉄道部品販売などが行われ、787系は車内見学ができたため、ファンや家族連れの長い行列ができるなど、2日間で延べ9万5千人の来場客で賑わった。
同年（開催日：11月12日・13日）
大宮工場100周年記念行事として開催
名称：「JRおおみやイベント 大宮工場100周年」 主催：JR東日本大宮工場、JR貨物大宮車両所
JR東日本からEF81 95（北斗星マーク装着車）、EF55 1、JR貨物からED62 17、EF64 1010、EF65 1065、工場保存組から、EF80 36（ヘッドマーク：ゆうづる）、EF60 510（ヘッドマーク：あさかぜ）、EF15 192、ED16 10、DD13 1、スハフ42 2174、供奉車344が展示された。検修庫内では、特製ヘッドマークをつけたEF81 73が車両の上げ下ろし実演を行った。

### JRおおみや鉄道ふれあいフェア（1995年から2013年まで）
1995年より「JRおおみや鉄道ふれあいフェア」となり、JR東日本大宮工場主催、JR貨物大宮車両所共催で開催。

1995年（開催日：11月11日）
EF65 56（茶色塗装）、EF65 1009（下枠交差形パンタに交換）、D51 498、スヤ50 5001（建築限界測定車）、EF58 93、EF60 510、EF80 36などが展示され、103系を使用した落書きコーナー、遊覧車青空号、ミニ新幹線・ミニSLの運転も行われた。
1996年（開催日：11月9日）
ED62 17（標準塗色に変更）、EF58 61（お召し列車牽引機）、EF63 13（お召し列車牽引経験あり）、EF65 56（茶色塗装）、EF58 93、24系「夢空間」などが展示された。
1997年（開催日：10月19日）
EF58 61・89・93（3両並んで展示）、EF55 1、EF60 19、EF81 81、シキ800などが展示された。
この回の最大の目玉は、同年10月1日に廃止になった信越本線横川－軽井沢間（「横軽」）で見られたEF63 19と489系との連結が“再現体験乗車コーナー”として再現され編成は、東京方からEF63 19+Tc489-603+M´488-225+M489-40+Tc489-203で、構内試験線を6往復した。また、EF63形の現役走行最後の日ともなった。
1998年（開催日：10月24日）
EF58 93・125、EF15 192、ED16 10、ED62 17などが展示された。特にEF58 125は、1985年9月30日付けで除籍後、大宮工場に保管されていたが、現役時代は標準塗色だったが、今回の展示で茶色塗装姿となって展示された。
1999年（開催日：10月23日）
EF58形の3色（茶色125、国鉄標準塗色89、青大将93）やEF81 81、ED62 17、キハ391-1、構内入換機のDD16 20、24系「夢空間」などが展示された。中でも国鉄標準塗色（ブルー塗色）となったEF58 89には多くの注目が集まった。
この年の10月17日に引退した12系客車「くつろぎ」3両が体験乗車として運転され、構内入換機DE11 1035とEF58 61がプッシュプルで連結され、すぐに乗車受付が終了するほどの人気ぶりであった。また、他の2両は建屋内で休憩室として使用された。
2000年（開催日：10月28日）
JR九州から885系「白いかもめ」を借り入れたほか、ED17 1、EF15 192、ED16 10、クモハ40074、キハ391-1などが展示された。
中でもED17 1は、1997年9月に静態保存されていた甲府市舞鶴城址公園から譲り受け、今回にあわせて復元整備工事を終えて、現役時代と同じ姿で展示された。
2001年（開催日：5月12日開催）
この年から毎年5月の第4土曜日に開催するようになる。また、この年は大宮支社が設立され、それも記念して開催された。
ED17 1、ED62 17、ED75 1013、EF55 1、EF58 61・89、EF81 89（カシオペア色）、クモハ40074などが展示され、休憩所としてサロ110-1249・1254が使用され、体験乗車車両は「さいたま市」誕生記念ヘッドマークを付けた253系NEX3両編成が使用された。
2002年（開催日：5月25日）
クモハ40074、ED17 1、クハ481-17（ボンネット）、EF55 1、EF58 89、EF64 15、EF65 1108、E993系「ACトレイン」などが展示され、試乗会車両はD51 498と14系客車が使用された。
2003年（開催日：5月31日）
ED17 1、クモハ40074、キヤE991形「ne@train」　E993系「ACトレイン」などが展示され、試乗会車両は189系『彩野』を使用した。
2004年（開催日：5月29日）
翌月1日に大宮総合車両センターへ改称された為、大宮工場の名では最後の開催となった。
EF65 59、EF64 1010（元試験色機）、C58 363、EF58 89、ED16 10、ED17 1、EF80 36、クモハ40074、24系「夢空間」、E933系「ACトレイン」、キヤE991形「ne@train」などが展示され、体験乗車車両は、EF55 1＋旧型客車＋DE10 1099を使用した。
2005年（開催日：5月28日）
前年の6月1日に大宮総合車両センターへ改称、その名称での初めての開催。
EF58 89・93、DD51 842、EF80 36、ED16 10、ED17 1、E933系「ACトレイン」などが展示され、試乗会車両は115系が使用された。
2006年（開催日：5月27日）
EF58 89・93やED16 10、ED17 1、EF80 36、EF210-123、EH500-5などが展示され、後に鉄道博物館の所蔵車両となるクハ103-713（最終出場記念ヘッドマーク付き）、鎌倉総合車両センターで保管していたナハネフ22も展示された。また、全般検査施工のため各部を分解、ボイラー搬出前の状態のD51 498も展示された。休憩車両にはモハ113・112-1506が使用された。試乗会車両は、E933系「ACトレイン」であった。
2007年（開催日：5月27日）
この年の10月14日（鉄道の日）に開館した鉄道博物館に先駆けた車両の展示があった。
10月14日開館予定の鉄道博物館展示予定車両の内、C57 135、オハ31 26、EF66 11、DD13 1、ED17 1、クモハ40074、455系、コキ50000（コンテナ積載）が展示され、入場中車両は、ED75 1034、EF65 1082・1085、EF64 1040などで、休憩車両には前年に引き続きモハ113・112-1506が使用された。
試乗会車両はE257系500番台（マリNB-01編成）が使用された。
2008年（開催日：5月24日）
EF65 535・1001・1095・1117、EF58 93、ED62 17、EH500-13、DD51 856、DE10 1663、EF210-113、185系「踊り子」・E257系500番台・255系の先頭車両各1両が展示された。
試乗会車両は当時、京浜東北線にデビューしたばかりのE233系が使用された。
2009年（開催日：5月23日）
EF65 535、EF58 93、DE11 1031（構内入換機）、ED62 17、EF65 1116、183系、107系（日光線色）、251系「スーパービュー踊り子」などが展示された。試乗会車両は201系『四季彩』が使用された。
大宮車両所内では、入場中の衣浦臨海鉄道KE65 3、DD51 1805、EF64 1002（更新塗色）、DE10 1073の展示、EH500-20は運転室公開も行われた。
2010年（開催日：5月22日）
EF65 535、EF80 36、EF510-1、EF510-501「北斗星」などが展示された。試乗会車両はE259系『成田エクスプレス』（Ne020編成）で、しかも営業運転前の車両であった。
当時の大宮総合車両センターの入換機DE10 1099には「くつろぎ」の、DE11 1031には「はくつる」のヘッドマークが取り付けられた。このほか、EF210-151の運転室公開、休憩室車両としてモハ114-346が使用された。
この年には、車両センター構内を巡る「ミステリーツアーはやて号」など新しい催し物も出てきた。
2011年（開催日：10月15日）、東北地方太平洋沖地震（東日本大震災）の影響でいったん中止が発表された。
EF65 535、EF60 510、EF81 81、EF510-501・510、C11 325、C58 363、クモヤE995-1「スマート電池くん」などが展示された。車掌体験としてクハ204-59が使用された。
なお、C11 325は全般検査出場直前、C58 363は全般検査入場直後であったため、両車とも完成体での展示となった。試乗会車両は253系1000番台『日光・きぬがわ』用（オオOM-N02編成）が使用された。
2012年（開催日：5月26日）
EF80 36、EF60 510、EF65 535、EF58 93、M250系スーパーレールカーゴなどが展示され、車掌体験としてクハ204-97が使用され、試乗会車両はE657系「スーパーひたち・フレッシュひたち」（カツK7編成）が使用された。
大宮車両所では、改番されたEF65 2092の車体吊り上げ実演などが行なわれた。
2013年（開催日：5月25日）
EF81 133、EF65 1115・2097、EF60 510、EF80 36、DE10 1539、EF64 1035・1049、EH500-29、C58 239、C11 325、EF58 93、107系等が展示され、試乗会車両は185系「踊り子」用（C1編成）が使用された。車輌体験としてクハ205-501（コツR1編成）が使用された。
C58 239は復元工事の最中で一部の部品のみ、C11 325も中間検査Bの最中で動輪を外された状態で展示された。
大宮車両所では、DE10 1586による車体吊り上げ移動実演などが行われた。

### 鉄道のまち大宮 鉄道ふれあいフェア（2014年以降）
2014年よりさいたま市、JR東日本大宮支社（大宮総合車両センター）主催、JR貨物関東支社（大宮車両所）共催となり「鉄道のまち大宮 鉄道ふれあいフェア」と改称して開催。
2014年（開催日：5月24日）
この年よりさいたま市が主催に加わり、名称が変更されたほか、会場が車両センターと大宮駅構内、東・西口周辺の4会場へと拡大した。
EH200-9・10、EF64 1001、HD300-6、クモヤE995-1、EF65 2083、EH500-37などが展示された。試乗会車両には操業開始120周年を記念して、C12 66＋旧型客車＋DE10 1099が使用された。運転された6往復とも午前中に乗車整理券の配布が終了するほどの人気を博した。
大宮車両所では、DE10 1592が車体吊り上げ移動実演に、EF65 2084が運転室公開に使用された。
新たに会場となった大宮駅西口ではオープンカフェや写真展示などが、大宮駅東口ではさいたま市の土産品販売や模型展示などがそれぞれ行われた。
2015年（開催日：5月23日）
EH500-43・47・52、EF81 139、HB-E300系（リゾートあすなろ）、EF64 1017、HD300-1、EH200-16などが展示された。車掌体験車両には鶴見線のクハ205-1102が使用された。試乗会車両には当初253系1000番台が使用される予定だったが、栃木県内での踏切事故の影響により、185系C1編成に変更された。
全般検査を施工し組みあがった状態になったC57 180のほか、一時展示が休止となった鉄道博物館所蔵のDD13 1が今回展示された。また、同年2月にカットモデルとなったキハ391-1も展示された。
大宮車両所では、EF65 2095が車体移動・台車乗せ実演に使用され、DD51 1801には「DD51形式 最終全般検査出場」と記されたヘッドマークが掲げられた。
2016年（開催日：5月28日）
EF81 81、EF65 1115・2117、D51 498、EH200-18、EH500-9、HD300-9、DE11 2003、EV-E301系「ACCUM」などが展示された。車掌体験車両は小山車両センターのクハ204-612が、試乗会車両には東武100系「日光詣スペーシア」が使用された。
大宮車両所では、EF65 2139に「EF65 2139　国鉄色復活　大宮車両所 新鶴見機関区」のヘッドマークが取り付けて展示され、車体移動・台車載せ実演にはEF64 1010が使用された。
2017年（開催日：5月27日）
EF65 501・2139（「JR貨物30周年記念」ヘッドマーク付き）、EF64 1020、DD51 842、EV-E301系「ACCUM」、EH500-8・11・13・67、HD300-14などが展示された。車掌体験車両には211系が、試乗会車両には253系1000番台が使用された。
大宮車両所ではEF65 2057が車体移動および台車載せ実演に使用され、DE10 1557は「最終全検 DE10形式」と記された寝台特急〈あけぼの〉仕様のヘッドマークが掲出された。
2018年（開催日：5月26日）
EF64 37、DD51 842、EF64 1023が展示され、EF64 37とDD51 842に「ELレトロ碓氷」「DLレトロ碓氷」のHMが、EF64 1023は「国鉄色復活 JR貨物」と「鳥海」のHMが掲げられた。庫内の休憩車両はモハ114-1013、車掌体験車両はクモハ115-1008が、試乗会車両には勝田車両センターから転入した651系1000番台OM207編成が使用された。
大宮車両所では、EF65 2070・2074・2101、EH500-12・14・16が展示され、そのうち国鉄特急色となったEF65 2074は車体移動・台車載せ実演（2エンド側に「あけぼの」HMを掲げて実演）に、EH500-16は運転室公開に使用された。
2019年（開催日：5月25日）
EF81 139、EF65 1102、カヤ27 501、EF65 2101が展示され、EF81 139とカヤ27 501には〈カシオペア〉のヘッドマークが終日掲げられたほか、EF65 1102とEF65 2101は横に並べて展示され、両エンドには時間帯によってさまざまなヘッドマーク（あさかぜ・あけぼの・トマムスキー・彗星、津軽、銀河、さくらなど）がそれぞれ掲げられた。庫内では、休憩車両にサハE230-3が、車掌体験車両にクモハ204-1105が、試乗会車両には185系C5編成が使用され、前面ヘッドマークおよび側面幕に特急〈踊り子〉を表示して運転した。
大宮車両所では、EH500-22、EH200-2、EF65 2089、HD300-4が展示され、EF64 1037が車体移動・台車載せ実演（1エンド側に〈北陸〉、2エンド側に「JR貨物 がんばろう岡山 がんばろう広島」のヘッドマークを掲出）に、運転室公開機としてEH500-2が使用された。
このほか、展示対象ではないためアナウンスはなかったものの、全般検査施工中のC12 66と中間検査B施工中のC57 180の姿も一部場所から見られた。
2020年・2021年（開催中止）
2020年、2021年については、新型コロナウイルスの感染拡大防止の観点を理由に開催を中止している
2022年（開催日：11月26日）
2022年については、5月の開催を延期すると発表。その後、10月26日に3年ぶりに開催するとJR東日本とさいたま市が共同で発表された。なお、新型コロナの感染拡大防止の観点から、車両センターの公開については『事前申し込み制』として開催される。一方で、例年行われている車両展示についても『メンテナンス車両見学会』として開催するため、規模が縮小された。
2023年（開催日：11月25日）
2023年については、昨年と同じく毎年秋ごろ（11月頃）に開催すると発表された。車両センター会場への入場にはチケットが必要となった（入場券＋試乗会〈18歳以上・障がい者〉：1,000円、入場券のみ〈18 - 64歳〉：500円。事前申込制、上限1万枚）。
庫内では、メンテナンスを受けているE259系や211系、E257系、209系の見学のほか、入換車の展示、車体持ち上げや屋根上クーラーの移動、台車載せ実演などが行われた。試乗会車両にはE259系Ne014編成（デザインリニューアル車）が使用された。また、展示対象ではないためアナウンスはなかったものの、訓練車として使用されている205系（元ケヨ24編成の10 - 8号車）の様子も見られた。
大宮車両所では、EH500-5・24・42・43・48、EH200-1、EH800-10、EF65 2093・2127・2139、DE11 2002が展示され、そのうちEF65 2093は車体移動実演に、EH500-42とEH200-1は運転室公開に使用され、EF65 2127とEF65 2139は正面から撮影できる有料撮影ゾーンに展示された。
その他にもミニSL・ミニ新幹線の乗車体験や電車（E257系3両）と綱引き、鉄道グッズの販売などが行われた。
2024年（開催日：11月23日）
昨年と同じく、車両センター会場への入場にはチケットが必要となった（入場券＋試乗会〈18歳以上・障がい者〉：1,000円、入場券のみ〈18 - 64歳〉：500円）。
庫内では、メンテナンスを受けているE231系や211系、E257系の見学のほか、入換車の展示、台車載せや車体持ち上げ実演などが行われた。試乗会車両には255系Be-03編成が使用されたほか、訓練車として使用されている205系も展示された。
その他にもミニSL・ミニ新幹線の乗車体験や電車（E231系5両）と綱引き、鉄道グッズの販売などが行われた。
例年ではJR貨物大宮車両所も公開されるが、今年は見送られた。

## 展示車両
今までに展示されてきた車両を車種別に表示する。

### 蒸気機関車・ディーゼル機関車

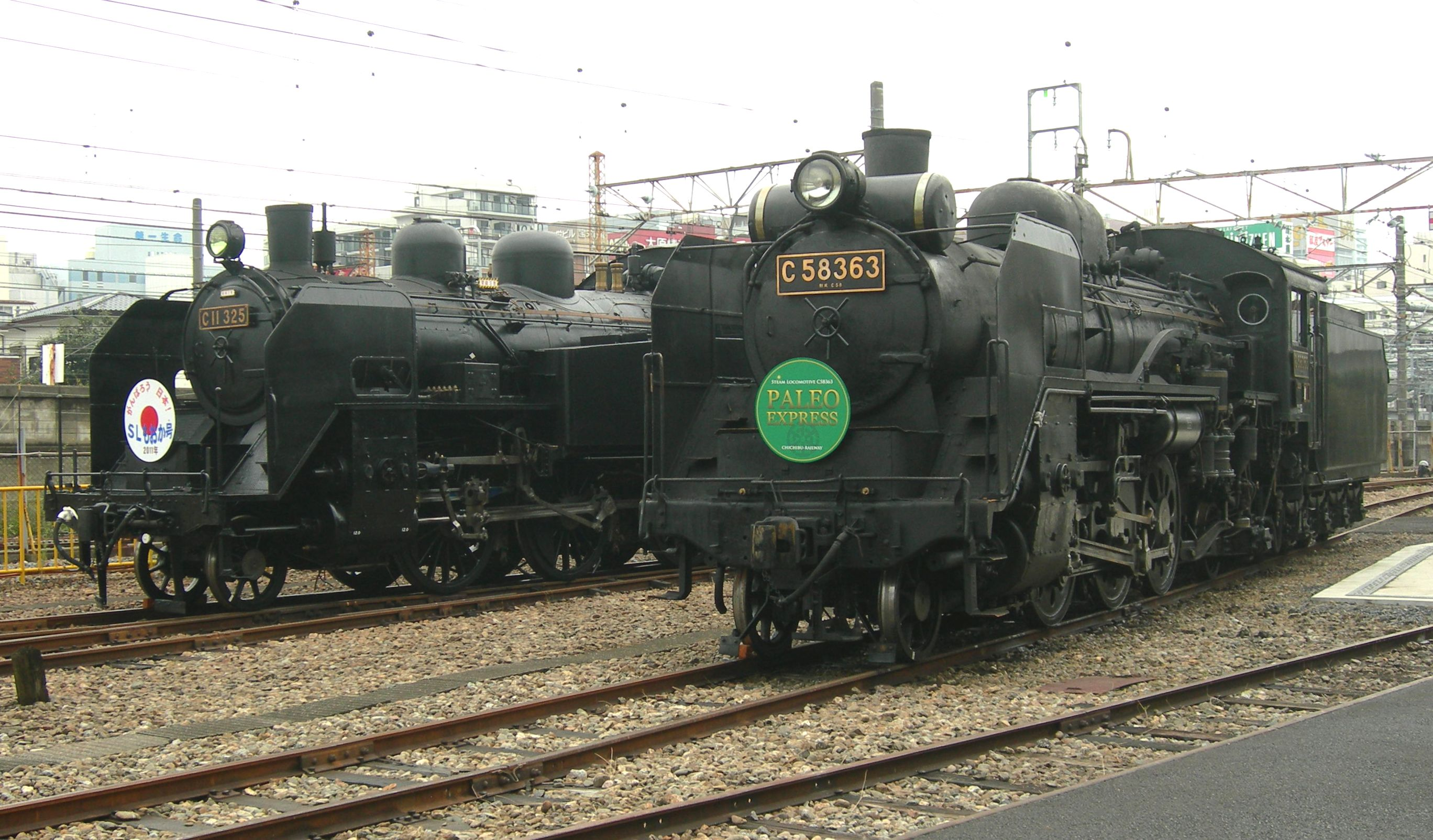
C11 325・C58 363（2011年）
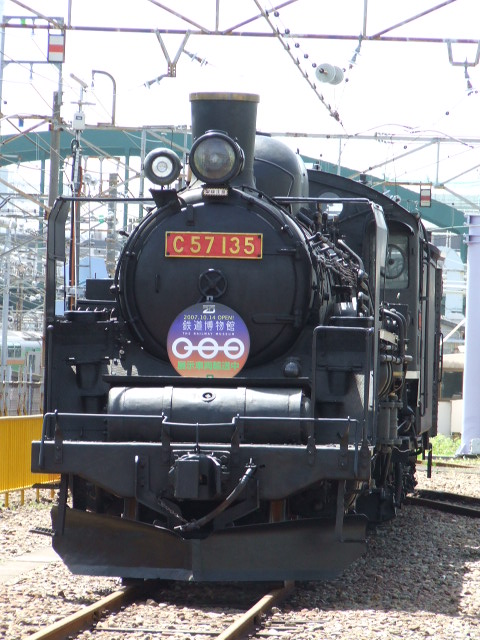
C57 135 （2007年）
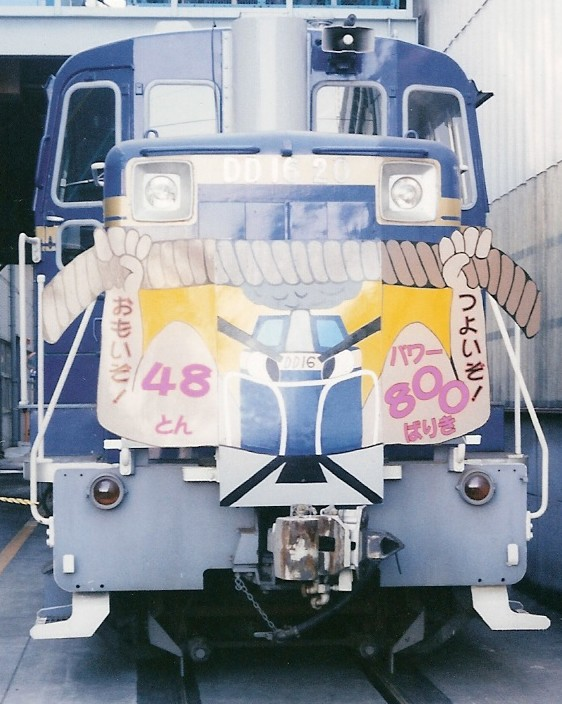
DD16 20（北斗星色） （1999年）
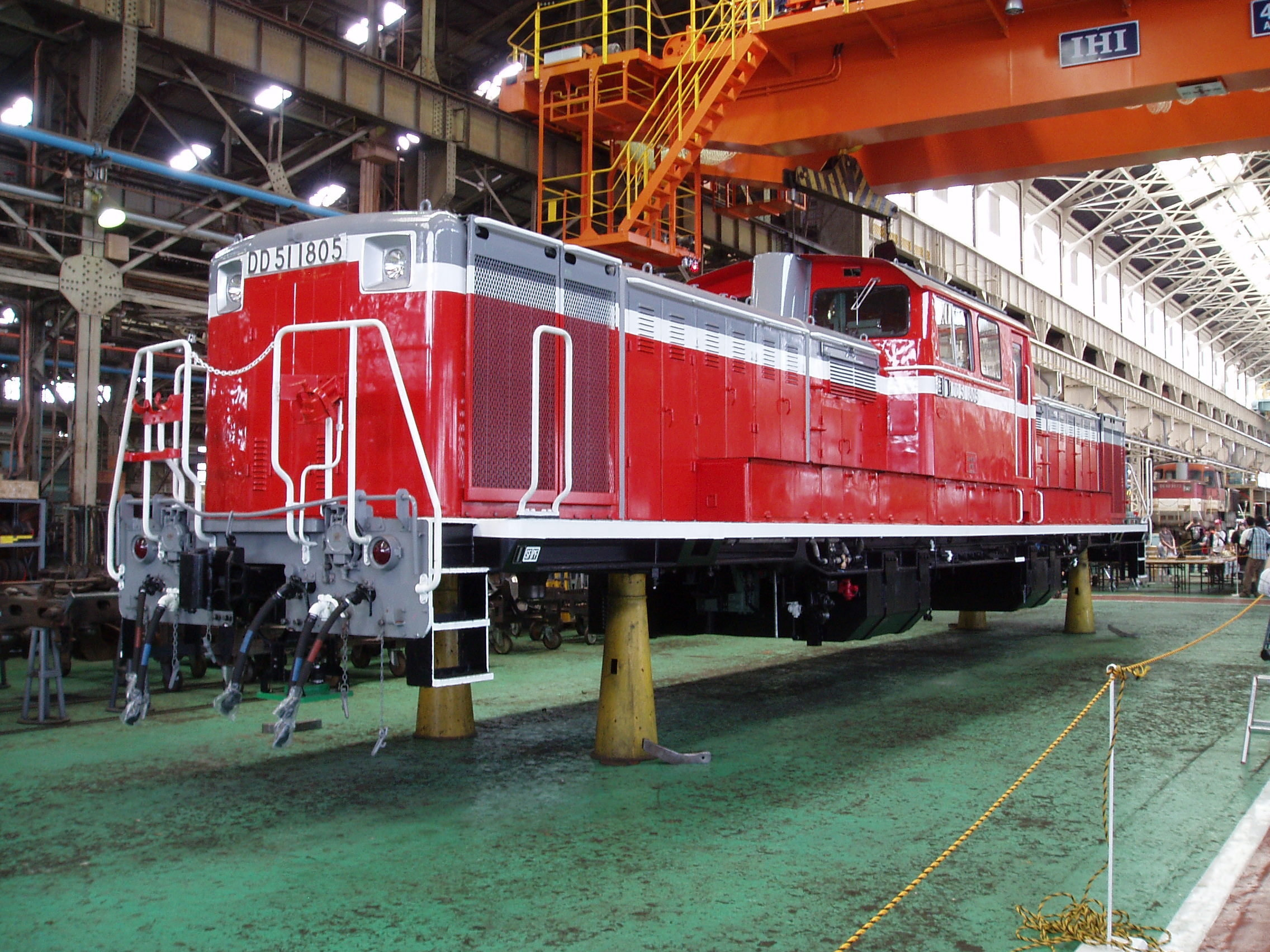
DD51 1805（2009年）
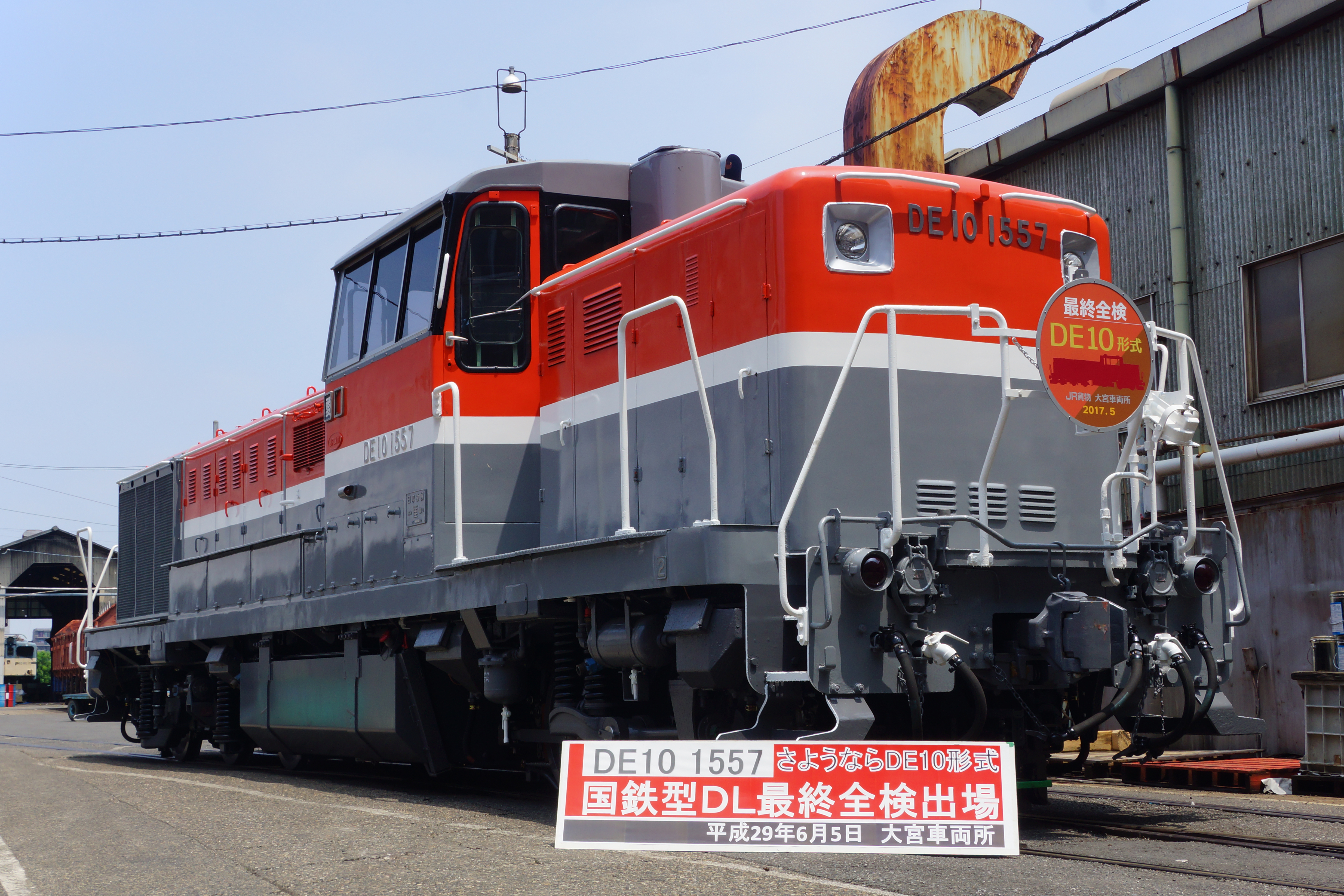
DE10 1557（2017年）
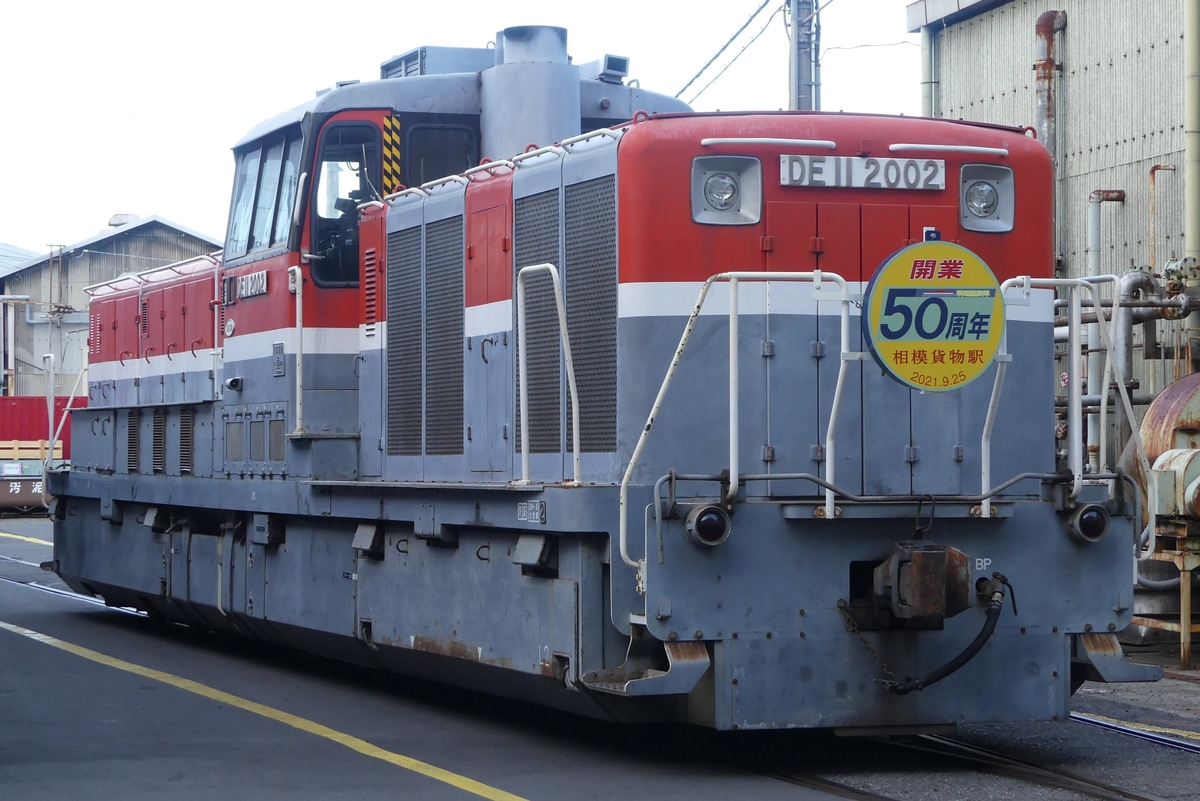
DE11 2002（2023年）
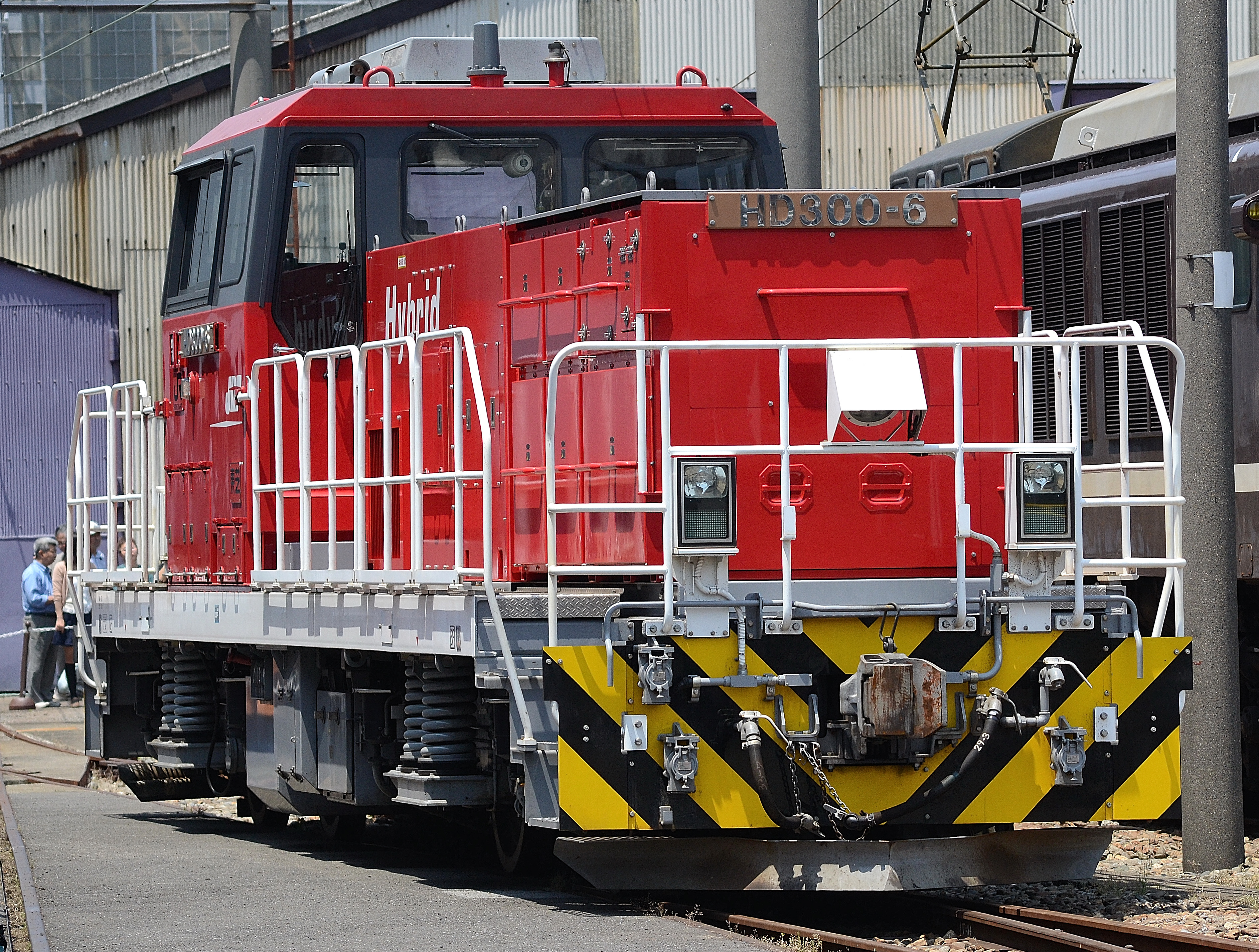
HD300-6（2014年）
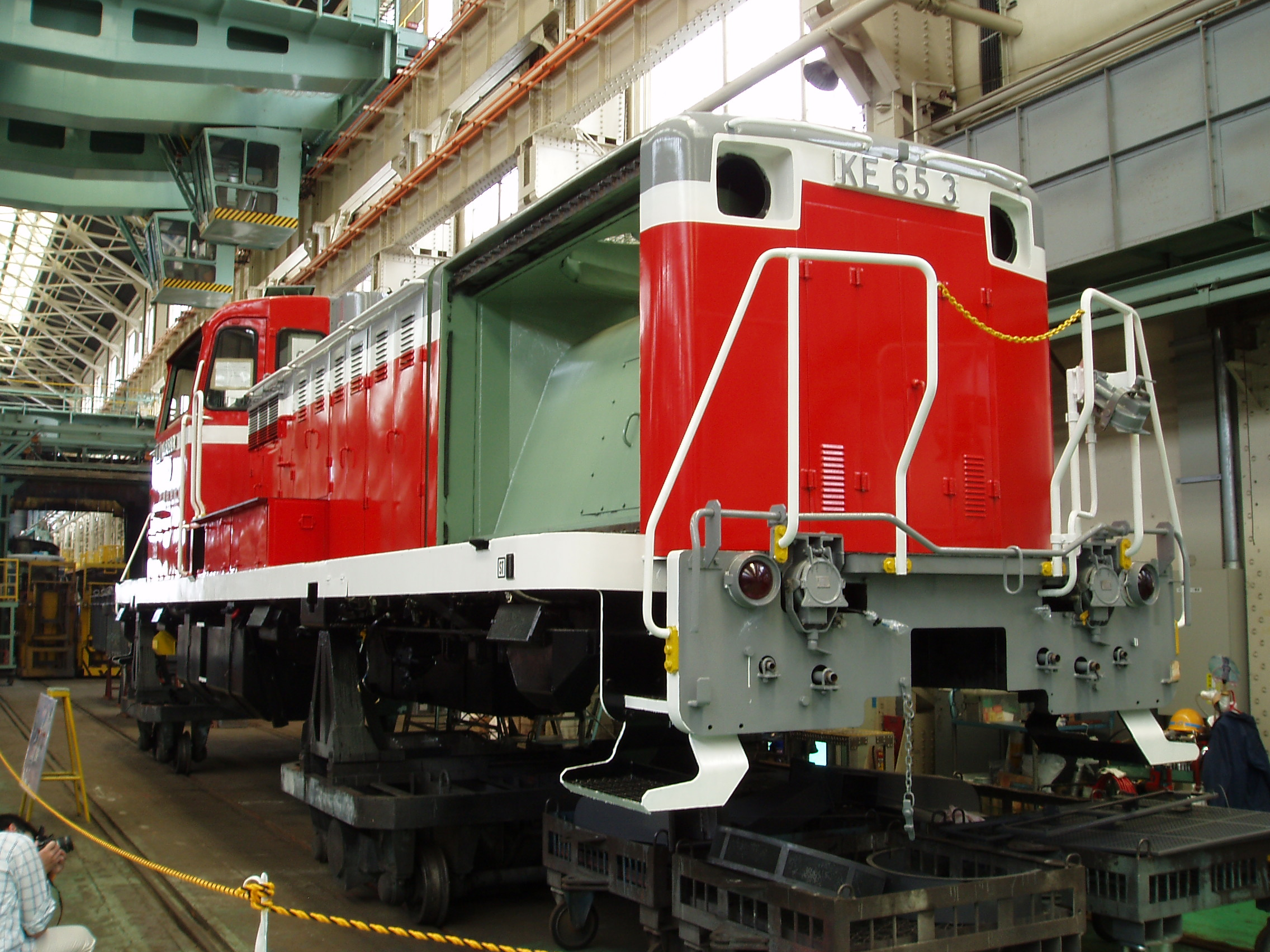
KE65 3（2009年）

### 電気機関車

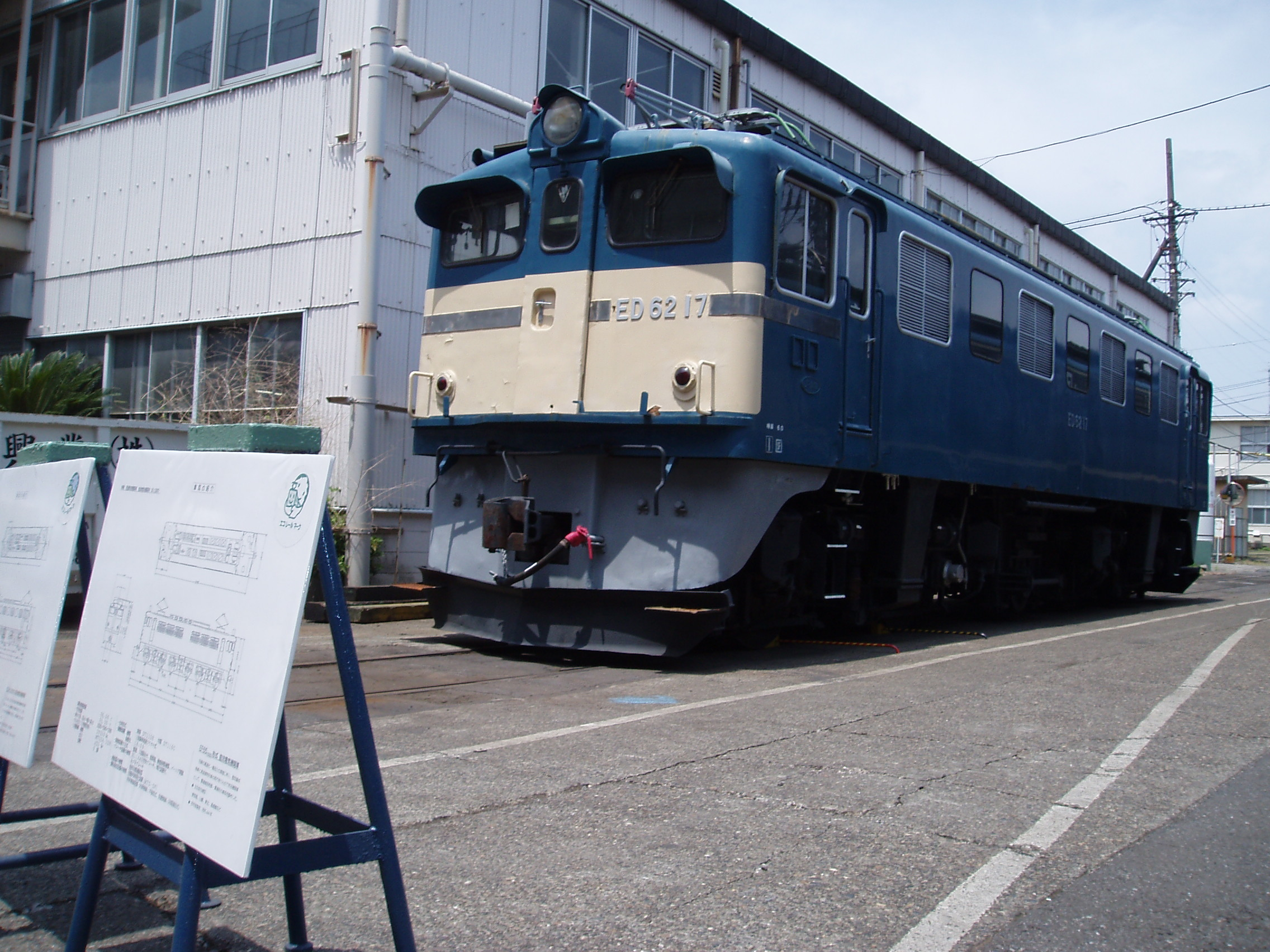
ED62 17（2009年）
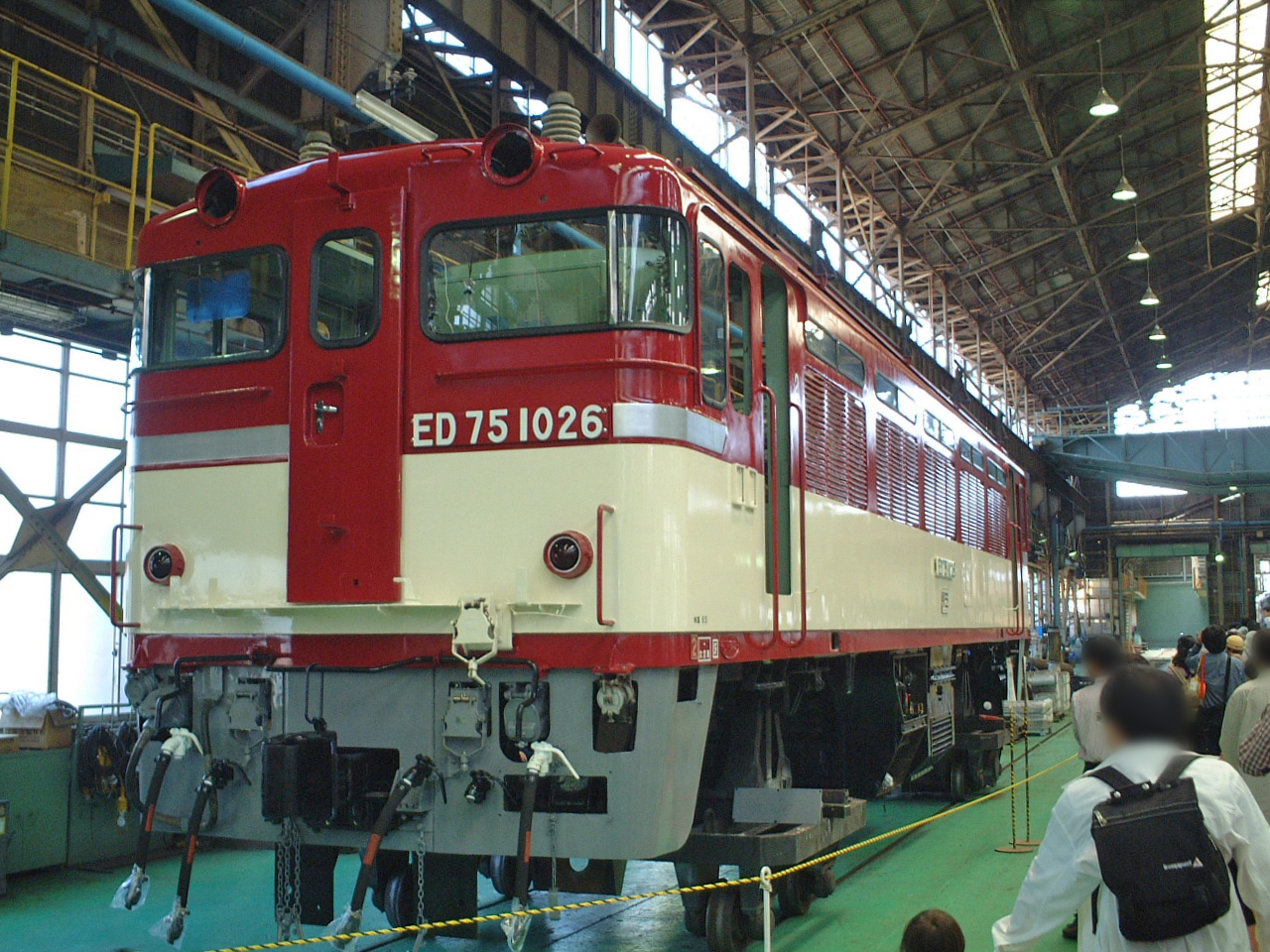
ED75 1026 （2002年）
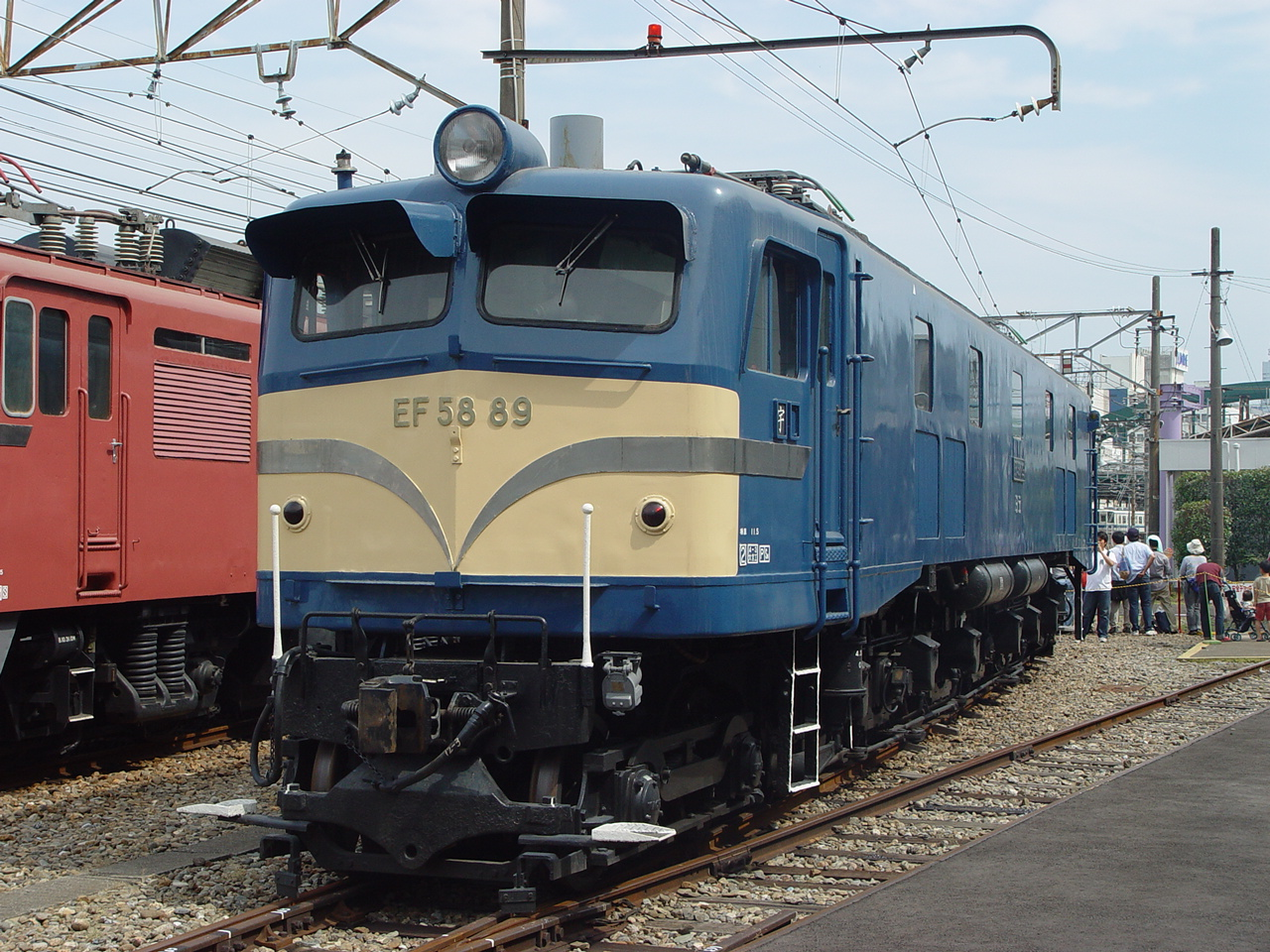
EF58 89（2004年）
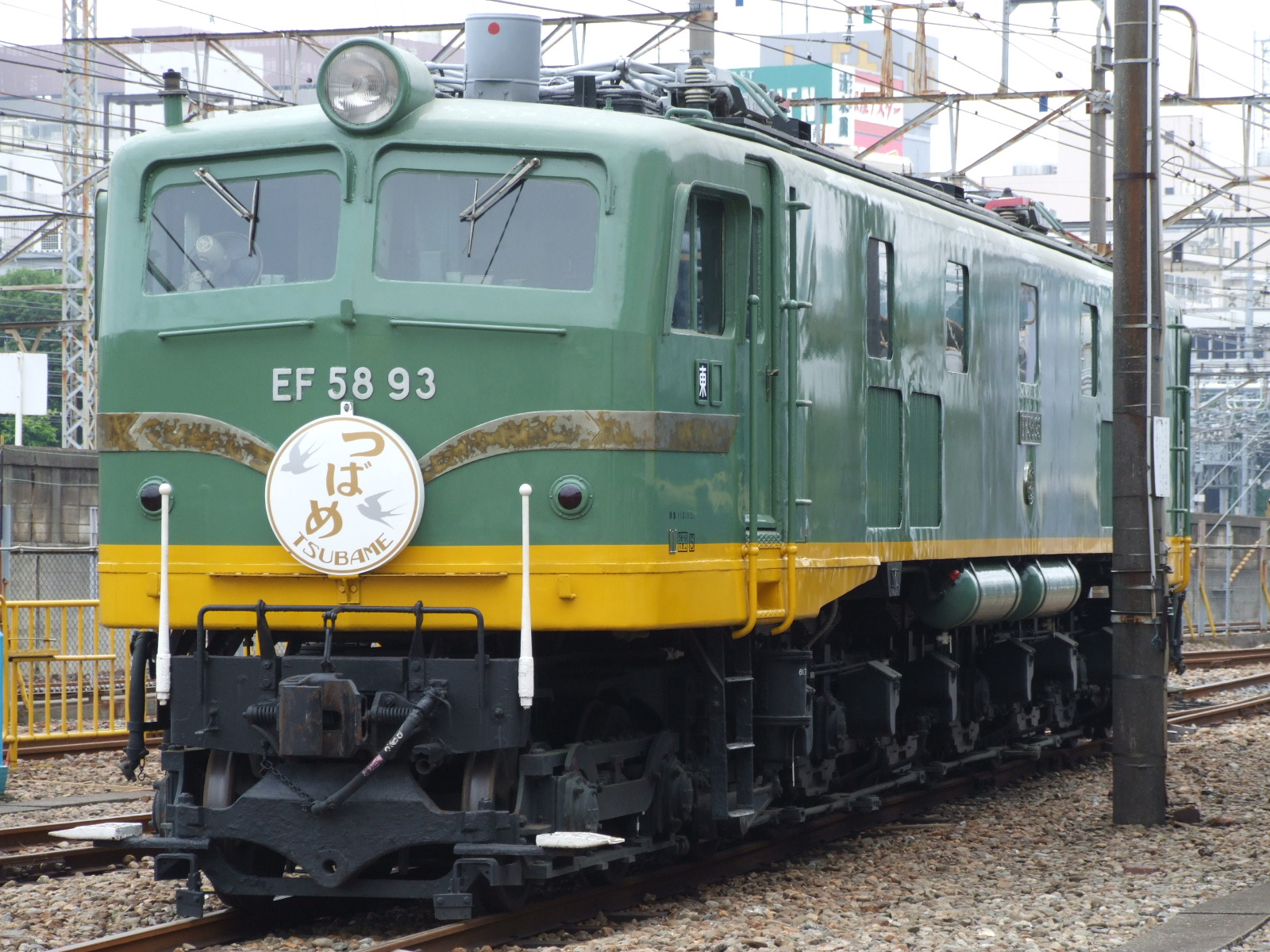
EF58 93（2008年）
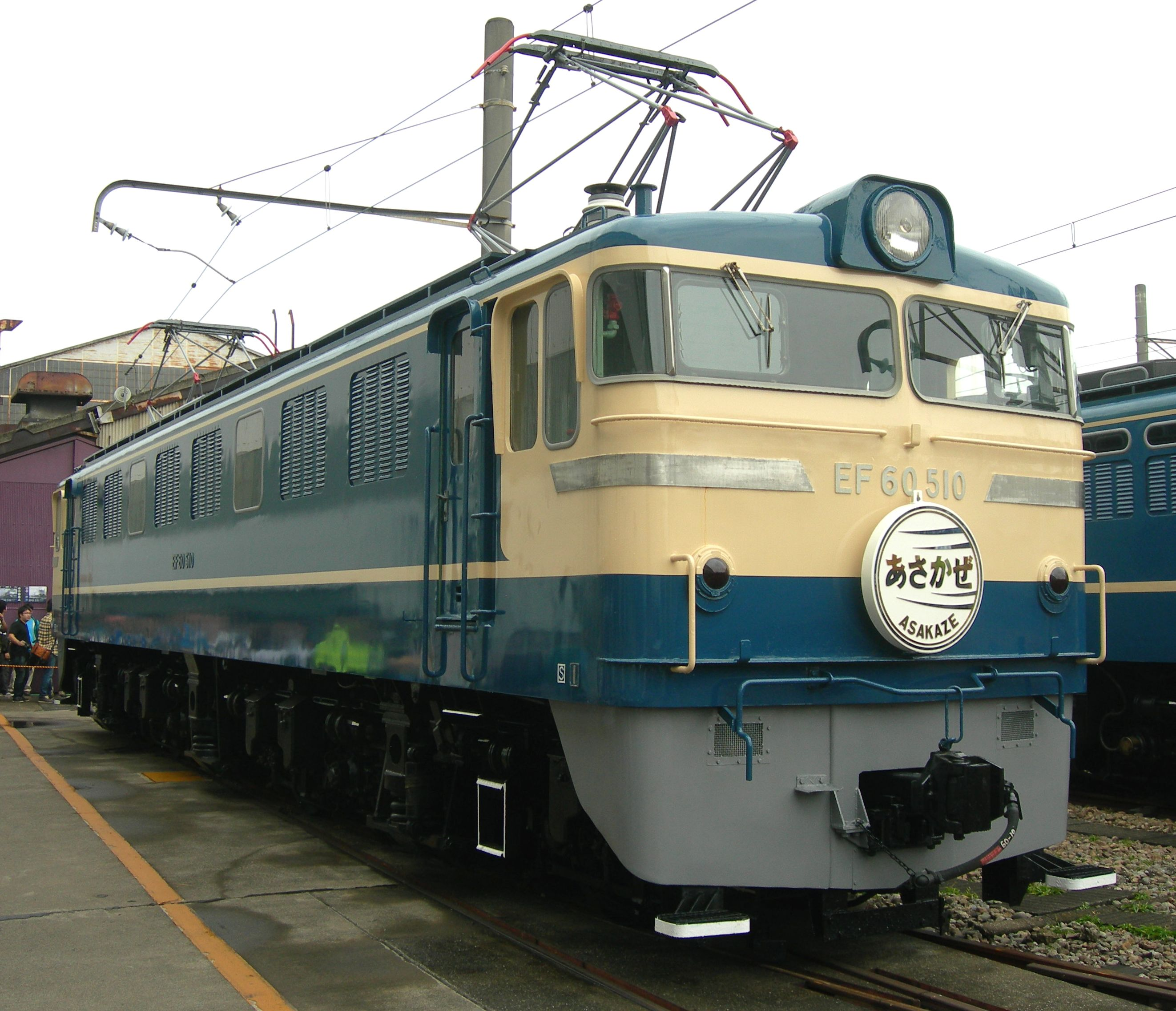
EF60 510（2011年）
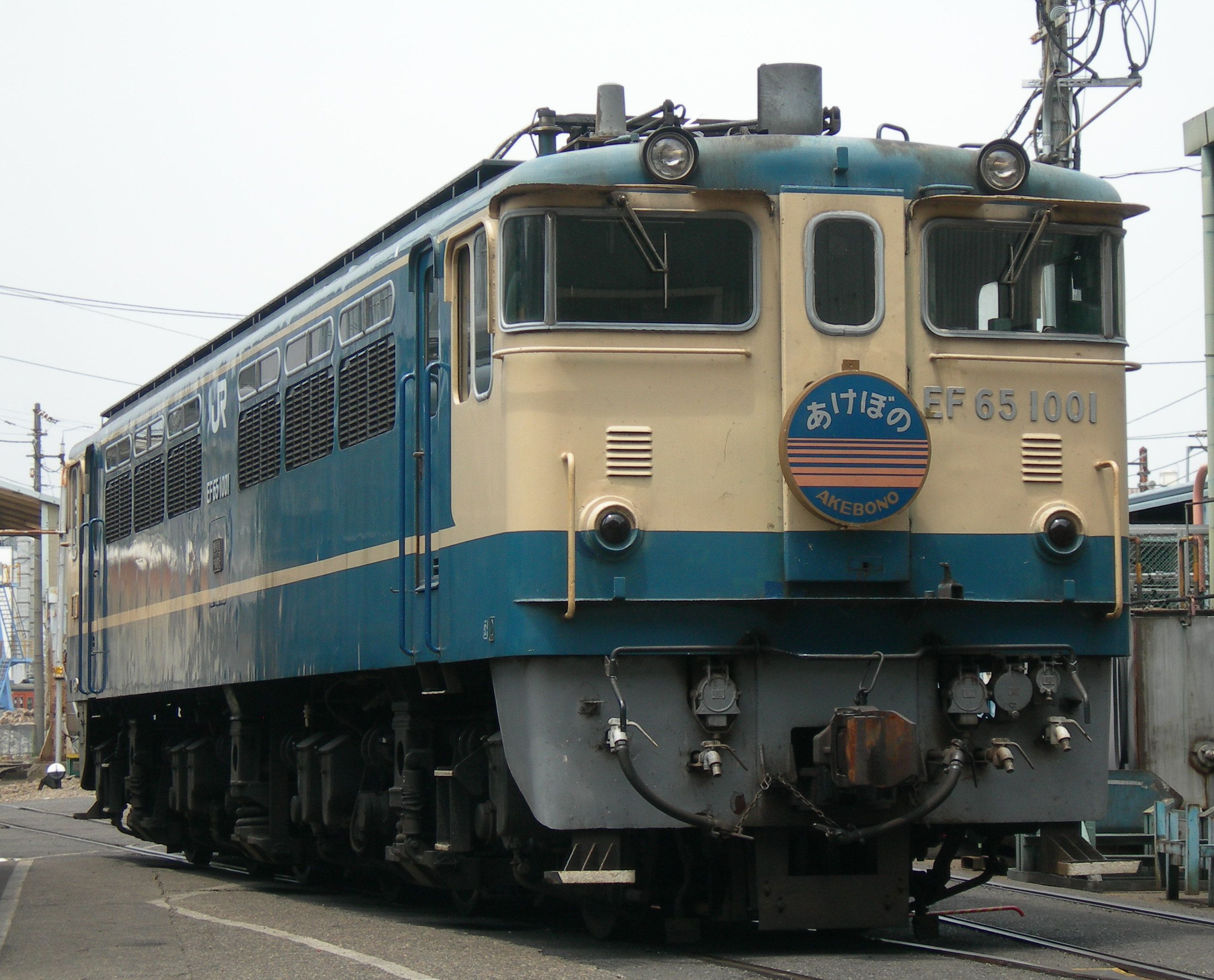
EF65 1001 （2008年）
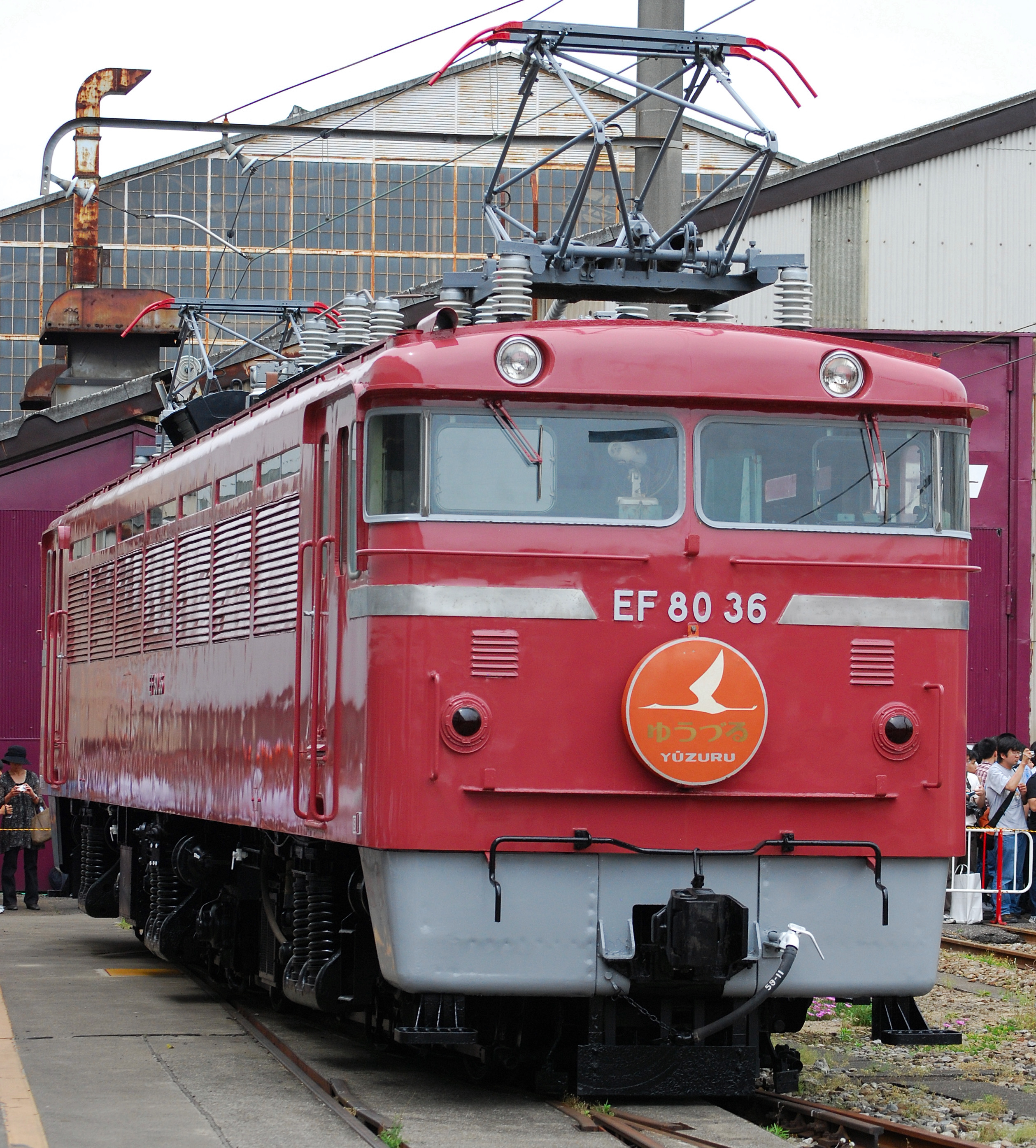
EF80 36 （2010年）
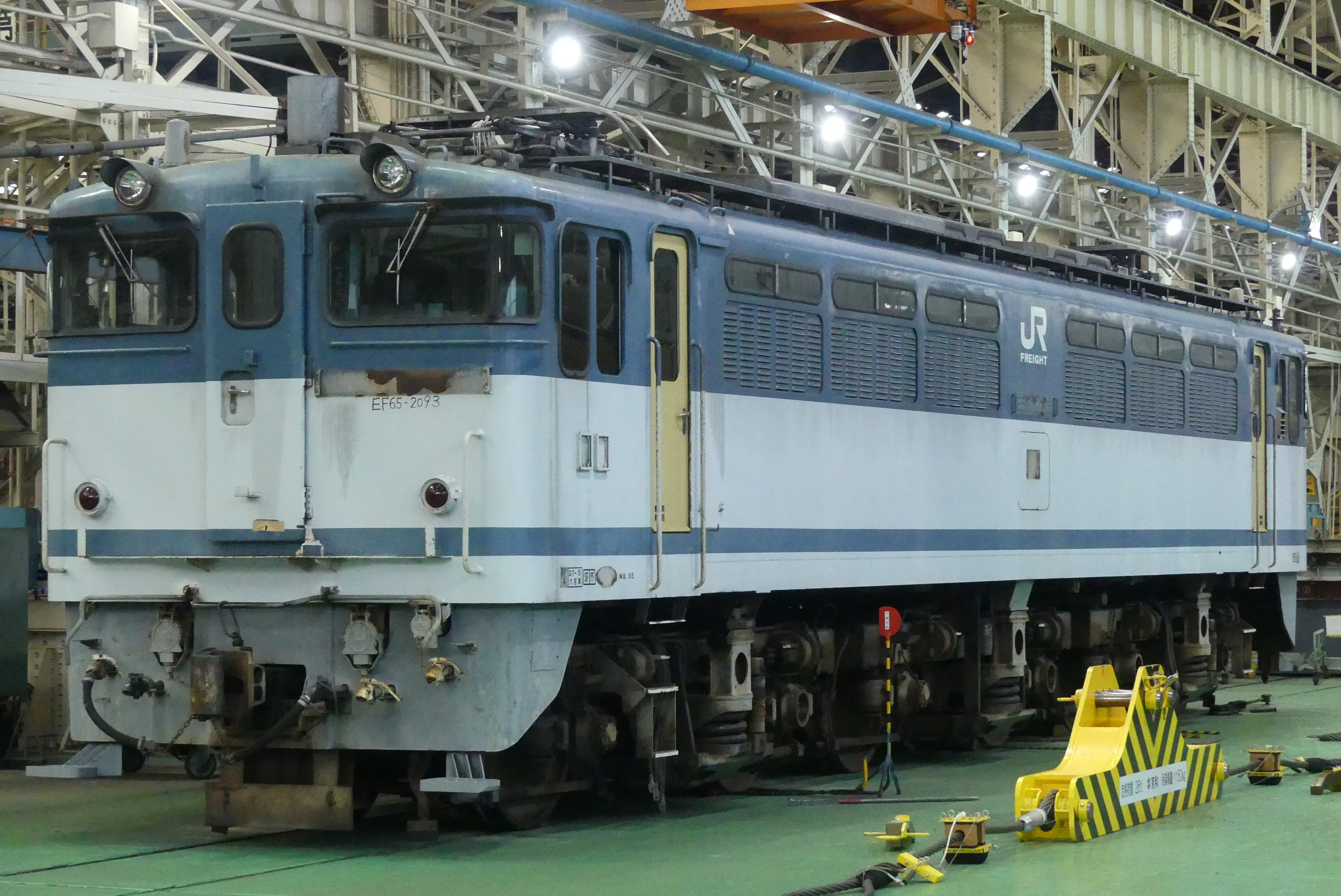
EF65 2093 （2023年）
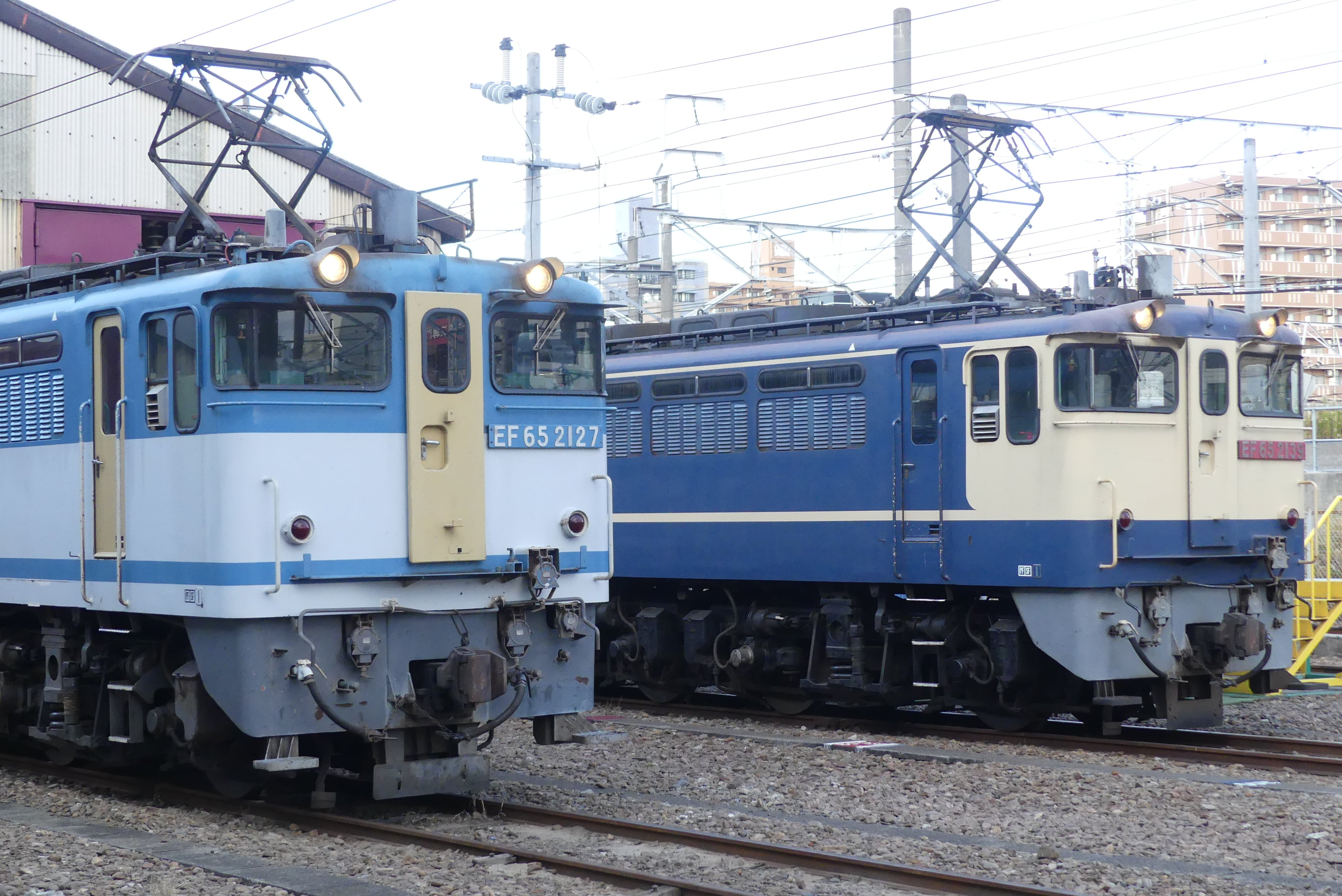
EF65 2127とEF65 2139（2023年）

### 電車・気動車他

展示車両一覧（電車・気動車他）
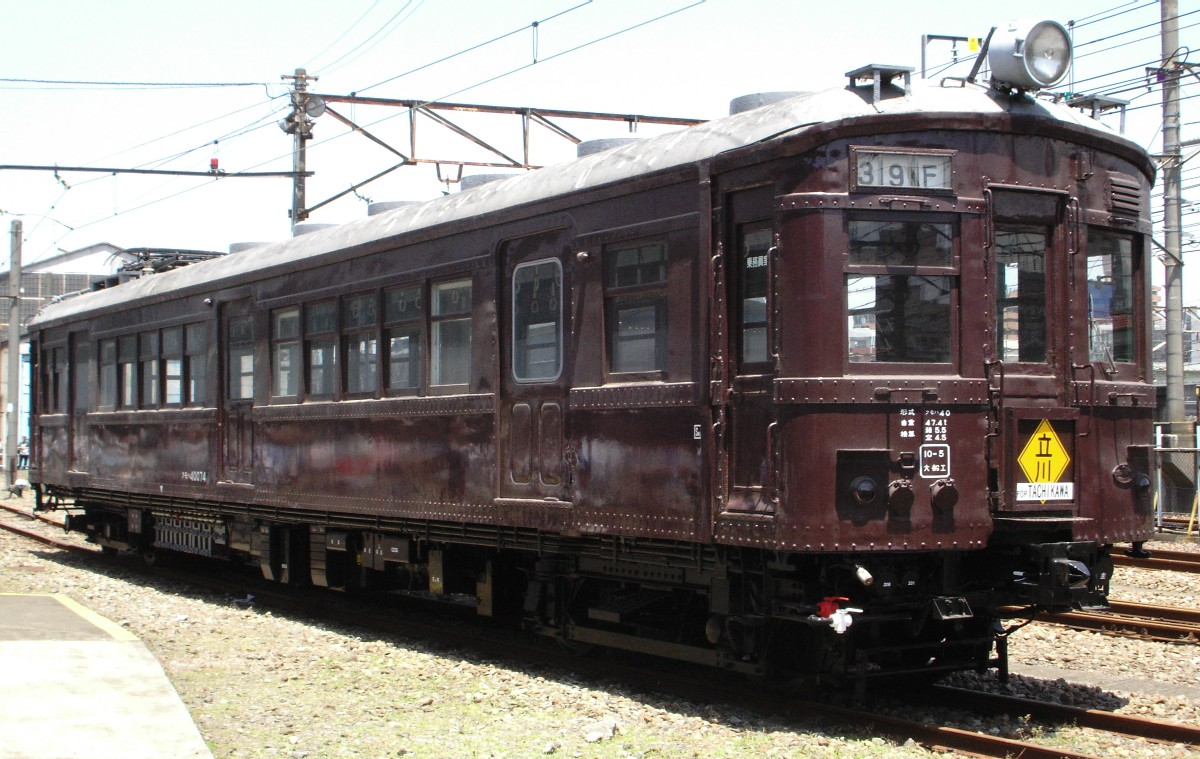
クモハ40074（2007年）
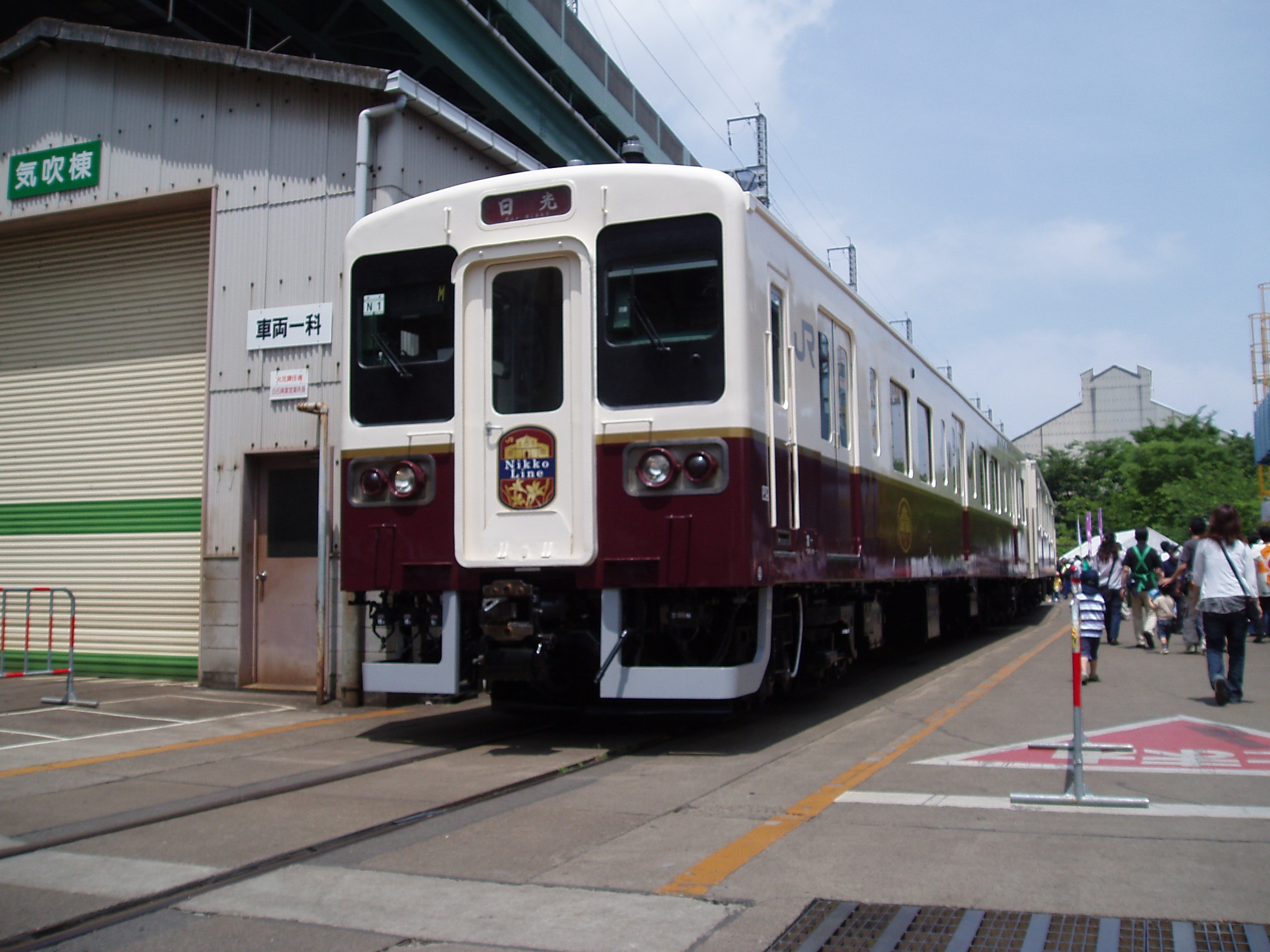
107系（日光線色） （2009年）
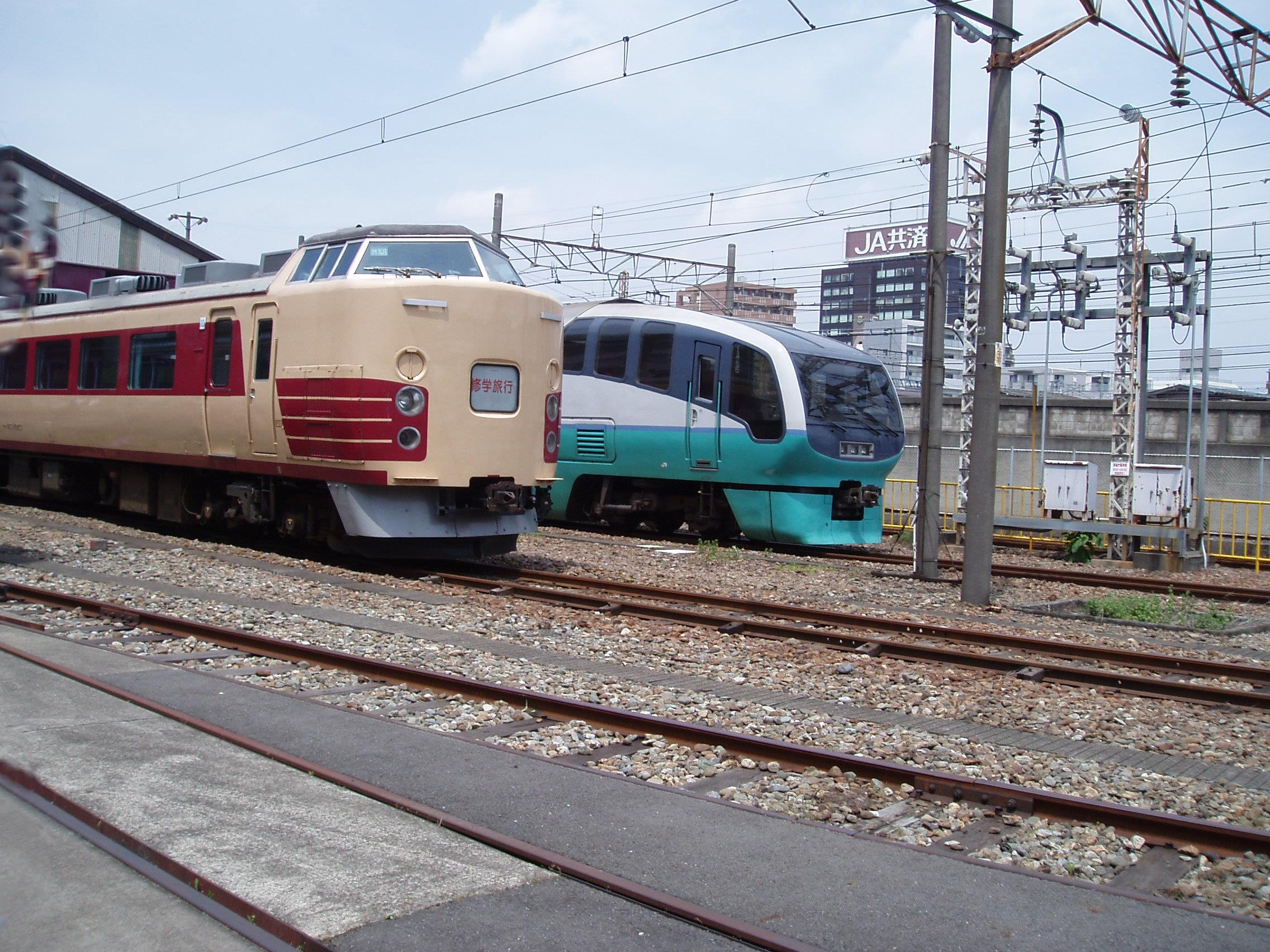
クハ183及びクロ250 （2009年）
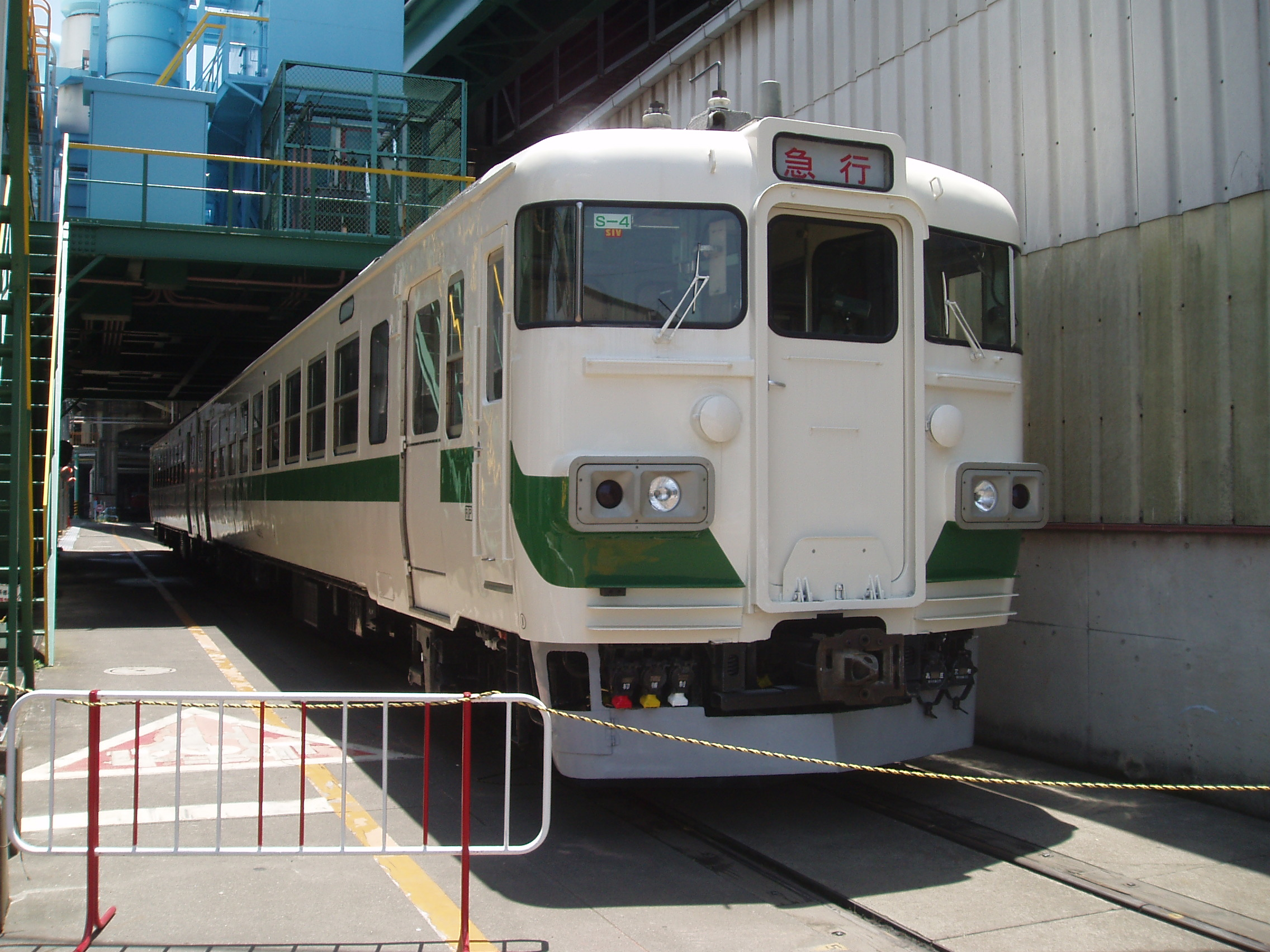
クハ455-4（S-4編成、2007年）
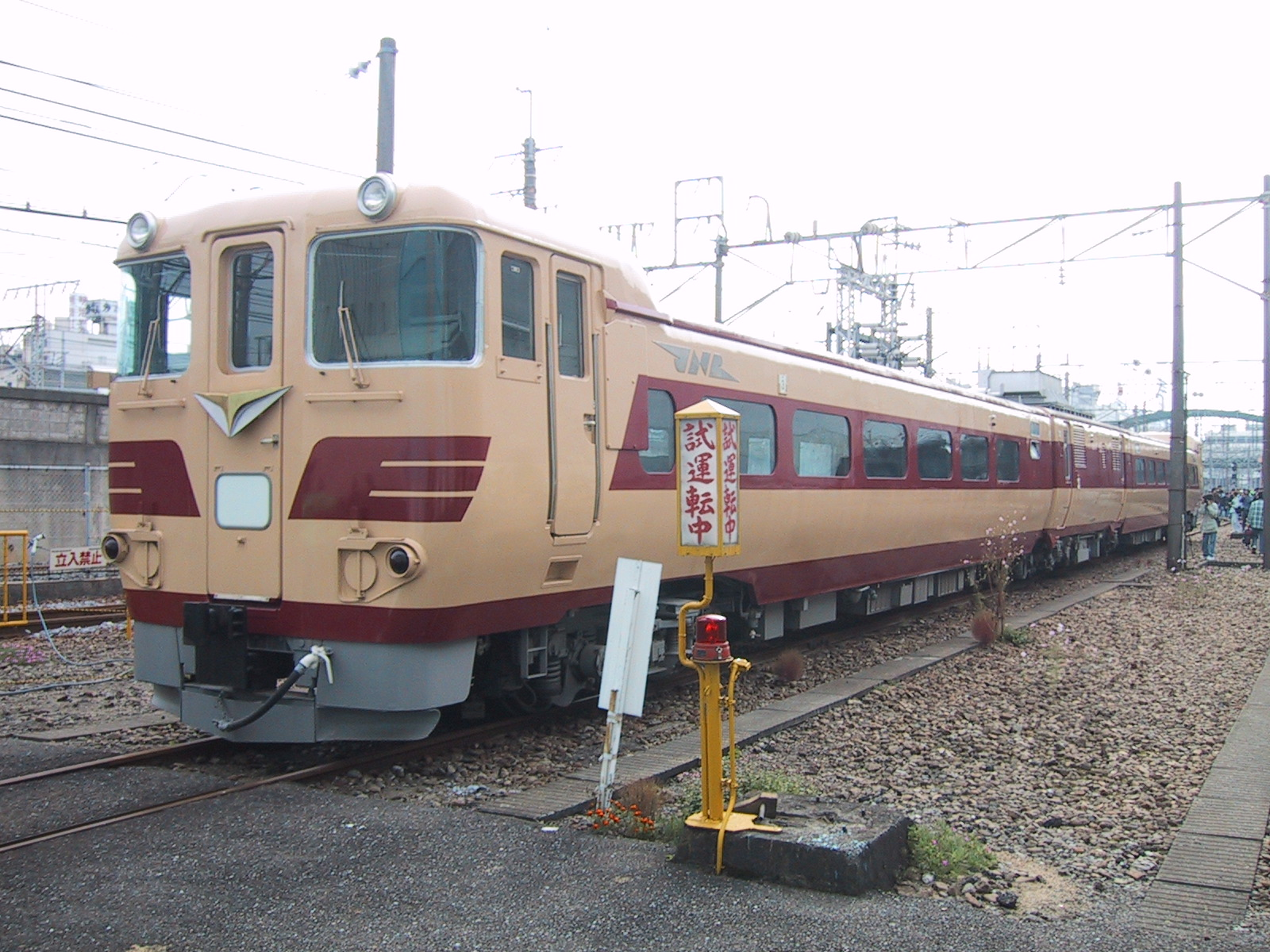
キハ391-1（2000年）
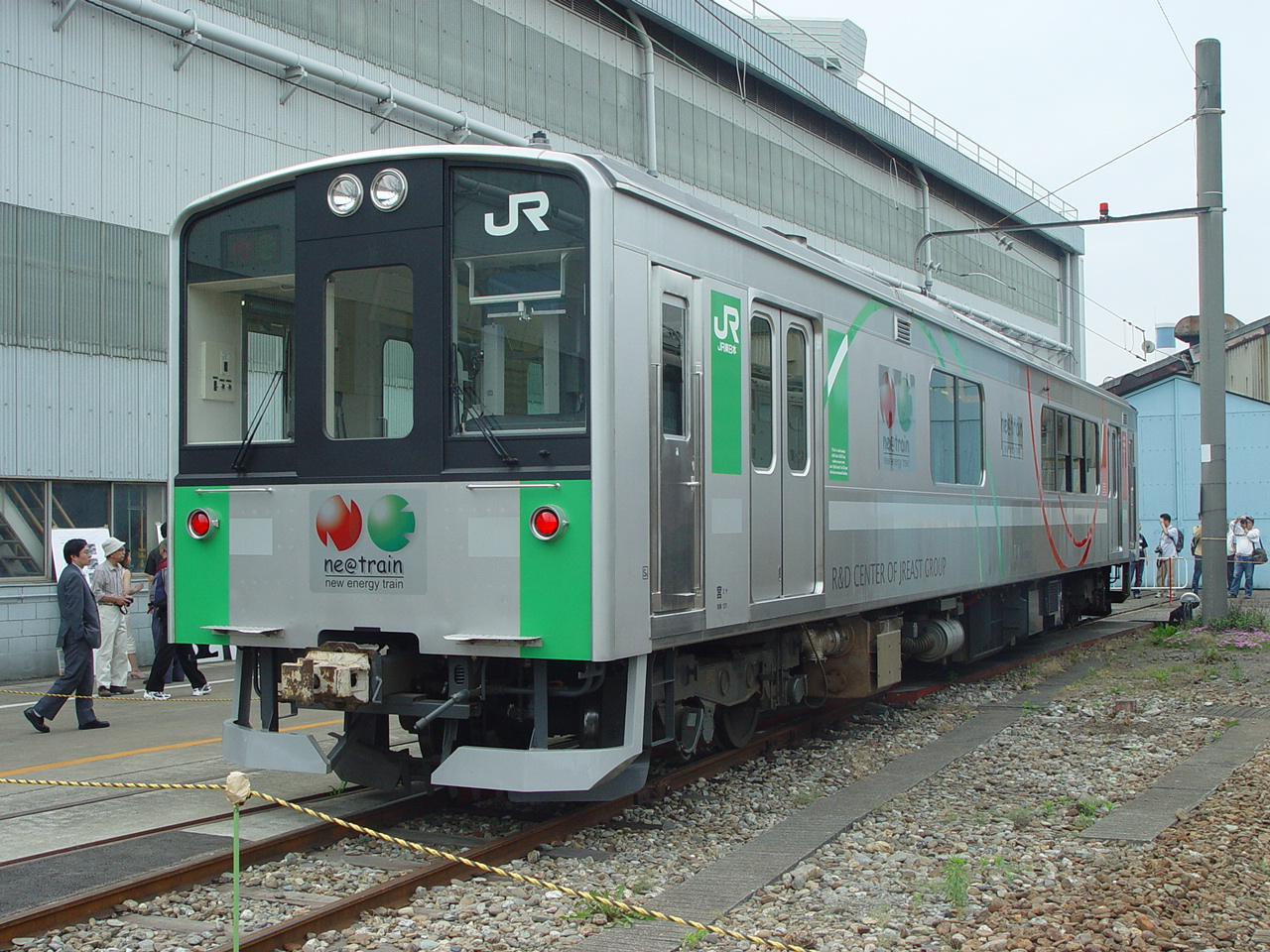
キヤE991-1（2004年）
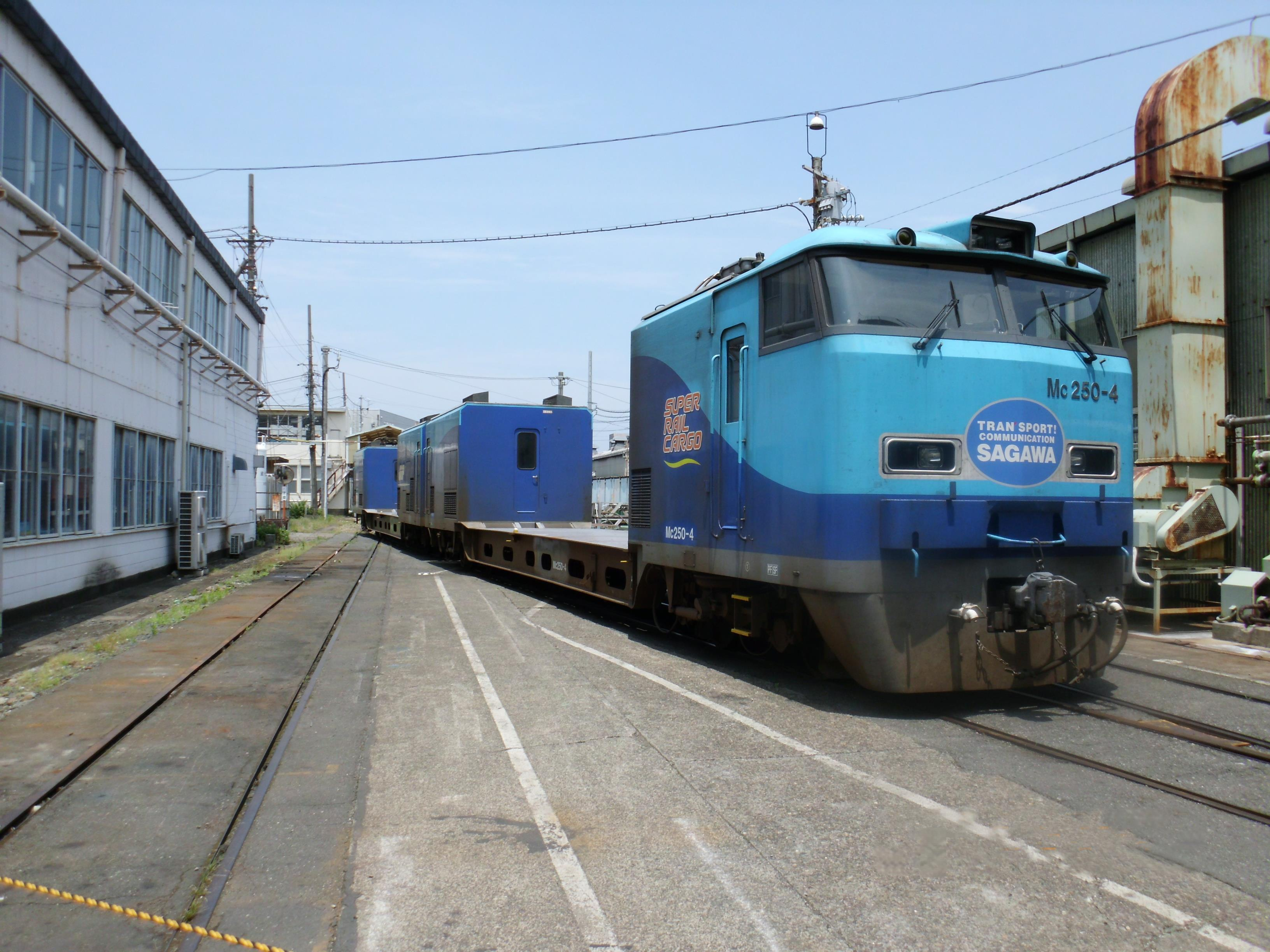
Mc250-4貨物電車 （2012年）